# Franz Sales Steinbrecher
Franz Sales Steinbrecher (22. ledna 1799 Moravská Třebová – 17. října 1873 Moravská Třebová) byl rakouský podnikatel a politik německé národnosti z Moravy; poslanec Moravského zemského sněmu a starosta Moravské Třebové.

## Biografie
Narodil se roku 1799 v Moravské Třebové do rodiny Franze Augustina Steinbrechera, zakladatele barvírny v Brněnské ulici. Franz Sales získal vzdělání a pobýval na vandru, pak nastoupil do rodinného podniku. Patřil mu dům čp. 78 na náměstí. Působil jako majitel továrny. V roce 1822 převzal po otci vedení rodinné barvírenské firmy, kterou později rozšířil na významný textilní podnik. V roce 1830 získal společně s bratrem jednoduché a roku 1831 i řádné zemské tovární oprávnění na firmu Gebrüder Steinbrecher. Franz Sales do ní vložil dvě třetiny kapitálu a patřily mu i dvě třetiny zisku. Faktickým ředitelem firmy zůstal až do své smrti. Další továrnu postavil v roce 1870 pro své syny z druhého manželství. Šlo o podnik v Lanškrounské ulici a o první mechanickou tkalcovnu na Moravě. Byl spoluzakladatelem dalších průmyslových závodů v Čechách i na Moravě. Kromě závodu v Moravské Třebové koupil mechanickou přádelnu v Českém Krumlově a podílel se na budování mechanické přádelny v Šumperku.
Ve věku 23 let se oženil. Jeho manželkou byla dcera barvířského mistra Josefa Hofmannová. Krátce po svatbě ale manželství procházelo krizí a Steinbrecher oznámil úřadům, že manželka ho opustila. Věcí se zabývala i duchovní správa. K rozvodu nakonec nedošlo a manželům se roku 1825 narodilo další dítě. Strávili potom společně dalších víc než dvacet let. Josefa zemřela 10. února 1846. Jeho druhou manželkou se pak stala Karolina Kauseková.
Od roku 1844 zastával úřad starosty Moravské Třebové. Na funkci rezignoval roku 1850 se zavedením nové organizace místní samosprávy. Zůstal ovšem členem obecního zastupitelstva. V roce 1856 byl nicméně jednohlasně opětovně zvolen starostou města. Ve funkci setrval do roku 1870. Značné renomé si získal díky svému působení v čele města během pruské okupace roku 1866. Byl mu udělen Zlatý záslužný kříž.
Zapojil se i do vysoké politiky. Už během revolučního roku 1848 byl v zemských volbách 1848 zvolen na Moravský zemský sněm, kde zastupoval kurii městskou, obvod Moravská Třebová. Jako náhradník za něj byl ustanoven Josef Horák. Na sněm se vrátil ještě po obnovení ústavního systému vlády koncem 60. let. V zemských volbách v lednu 1867 byl zvolen za kurii městskou, obvod Moravská Třebová, Svitavy, Březová. Mandát zde obhájil v zemských volbách v březnu 1867. V roce 1867 se uvádí jako kandidát tzv. Ústavní strany (liberálně a centralisticky orientovaná).
Zemřel v říjnu 1873.
Rodinný podnik po jeho smrti čelil problémům kvůli nevyjasněnému řízení, protože Steinbrecher měl mnoho synů. Firmu zejména vedli synové Anton a Fritz, později se společníky stali i Ernst a Josef. 15. října 1878 zavedla firma Anton & Fritz Steinbrecher jako první v monarchii elektrické osvětlení provozu. Ještě v 80. letech šlo o významný exportní podnik. V roce 1888 se už ovšem uvádějí závažné ekonomické problémy. Továrna roku 1890 zkrachovala.